# Danh sách di sản thế giới tại Hàn Quốc
Ủy ban Di sản thế giới của UNESCO là nơi có tầm quan trọng trong việc bảo tồn các di sản văn hóa và thiên nhiên được mô tả trong Công ước Di sản thế giới năm 1972. Hàn Quốc phê chuẩn Công ước Di sản thế giới UNESCO vào 14 tháng 9 năm 1988, khiến các địa điểm của Hàn Quốc đủ điều kiện để xét công nhận Di sản thế giới. Tính đến tháng 6 năm 2016, Hàn Quốc có tổng cộng 12  Di sản thế giới, trong đó có 11 di sản văn hóa và 1 di sản thiên nhiên.
Ba địa điểm đầu tiên của Hàn Quốc được công nhận là Haeinsa; Seokguram và đền Bulguksa; và Miếu thờ Jongmyo được ghi vào danh sách tại kỳ họp thứ 19 của Ủy ban Di sản thế giới, diễn ra tại Berlin, Đức vào năm 1995. Đảo núi lửa Jeju và các ống nham thạch là di sản tự nhiên duy nhất tính đến thời điểm hiện tại của Hàn Quốc. Trong khi di sản mới nhất được công nhận là Sansa, tu viện Phật giáo ở vùng núi Hàn Quốc, được thêm vào danh sách năm 2018.
Ngoài các di sản đã được công nhận, Hàn Quốc cũng đang duy trì 16 di sản dự kiến.

## Di sản thế giới
| Di sản                                                              | Hình ảnh | Vị trí                                                                           | Tiêu chuẩn               | Diện tích ha (mẫu Anh) | Năm công nhận | Mô tả  |
| ------------------------------------------------------------------- | -------- | -------------------------------------------------------------------------------- | ------------------------ | ---------------------- | ------------- | ------ |
| Khu vực lịch sử Bách Tế                                             |          | Chungcheong Nam và Jeolla Bắc 36°27′43″B 127°07′38″Đ / 36,46194°B 127,12722°Đ    | Văn hóa: (ii)(iii)       | 135 (330)              | 2015          | [ 7 ]  |
| Khu mộ đá Gochang, Hwasun và Ganghwa                                |          | Incheon Jeolla Bắc Jeolla Nam 34°58′0,012″B 126°55′45″Đ / 34,96667°B 126,92917°Đ | Văn hóa: (iii)           | —                      | 2000          | [ 8 ]  |
| Tổ hợp cung điện Changdeokgung                                      |          | Seoul 37°33′0″B 126°59′0″Đ / 37,55°B 126,98333°Đ                                 | Văn hóa: (ii)(iii)(iv)   | —                      | 1997          | [ 9 ]  |
| Khu di tích lịch sử Gyeongju                                        |          | Gyeongsang Bắc 35°47′20″B 129°13′36″Đ / 35,78889°B 129,22667°Đ                   | Văn hóa: (ii)(iii)       | 2.880 (7.100)          | 2000          | [ 10 ] |
| Đền thờ Haeinsa Janggyeong Panjeon, Nơi cất giữ "Tripitaka Koreana" |          | Gyeongsang Nam 35°48′0″B 128°06′0″Đ / 35,8°B 128,1°Đ                             | Văn hóa: (iv)(vi)        | —                      | 1995          | [ 11 ] |
| Các làng lịch sử Triều Tiên: Hahoe và Yangdong                      |          | Gyeongsang Bắc 36°32′21″B 128°31′0″Đ / 36,53917°B 128,51667°Đ                    | Văn hóa: (iii)(iv)       | 600 (1.500)            | 2010          | [ 12 ] |
| Thành Hwaseong                                                      |          | Gyeonggi 37°16′20″B 127°00′30″Đ / 37,27222°B 127,00833°Đ                         | Văn hóa: (ii)(iii)       | —                      | 1997          | [ 13 ] |
| Đảo núi lửa Jeju và các ống nham thạch                              |          | Jeju 33°28′8″B 126°43′13″Đ / 33,46889°B 126,72028°Đ                              | Thiên nhiên: (vii)(viii) | 9.475 (23.410)         | 2007          | [ 14 ] |
| Miếu thờ Jongmyo                                                    |          | Seoul 37°33′0″B 126°59′0″Đ / 37,55°B 126,98333°Đ                                 | Văn hóa: (iv)            | 19 (47)                | 1995          | [ 15 ] |
| Namhansanseong                                                      |          | Gyeonggi 37°28′44″B 127°10′52″Đ / 37,47889°B 127,18111°Đ                         | Văn hóa: (ii)(iv)        | 409 (1.010)            | 2014          | [ 16 ] |
| Quần thể lăng mộ Vương tộc của nhà Triều Tiên                       |          | Gyeonggi và Seoul 37°11′50″B 128°27′10″Đ / 37,19722°B 128,45278°Đ                | Văn hóa: (iii)(iv)(vi)   | 1.891 (4.670)          | 2009          | [ 17 ] |
| Động Seokguram và Đền Bulguksa                                      |          | Gyeongsang Bắc 35°47′0″B 129°21′0″Đ / 35,78333°B 129,35°Đ                        | Văn hóa: (i)(iv)         | —                      | 1995          | [ 18 ] |

## Danh sách dự kiến
- Các di chỉ lò gốm ở Gangjingun
- Khu bảo tồn thiên nhiên núi Seoraksan
- Các di chỉ khủng long hóa thạch trên bờ biển phía nam Hàn Quốc
- Bãi triều bờ biển Tây Nam
- Salterns
- Tranh khắc đá Bangudae
- Các pháo đài trên vùng núi tại trung tâm Triều Tiên
- Vùng ngập nước Upo
- Naganeupseong, thị trấn pháo đài và làng
- Làng Oeam
- Seowon, Viện Hàn lâm Nho giáo của Hàn Quốc
- Tường pháo đài Seoul
- Gaya Tumuli của Gimhae - Haman
- Các mộ Cổ Ninh Già Da Đại Già Da
- Đền Phật giáo truyền thống của Hàn Quốc
- Phật đá và chùa tại Đền Hwasun Unjusa

## Liên kết
- (tiếng Anh) Di sản thế giới UNESCO - Hàn Quốc